# لیک لور (کارولینای شمالی)
لیک لور (به انگلیسی: Lake Lure) شهری در ایالت کارولینای شمالی کشور ایالات متحده آمریکا است که جمعیت آن در سرشماری سال ۲۰۱۰ میلادی، ۱٬۱۹۲ نفر بوده‌است.